# Czeizel Gábor (püspök)
Czeizel Gábor, szlovákul Gabriel Czeizel (Németpróna, 1835. február 16. – Nyitra, 1920. július 21.) római katolikus püspök, nagyprépost, apát-kanonok.

## Élete
Németprónán, majd Privigyén és Nyitrán tanult. A nyitrai szemináriumban tanult filozófiát. 1858-ban Pesten tanult teológiát.
1859-ben szentelték fel. Előbb bölcseleti, majd teológiai tanár volt a nyitrai papnevelőintézetben. 1860-tól történelemtanárként működött. 1871-ben tiszteleti, 1874-ben valóságos kanonok és papnevelői kormányzó (rektor) volt. 1881-1915 között szent Gergelyről nevezett kalocsai apát lett. 1901-től pápai prelátus. 1906-tól a nyitrai káptalan nagyprépostja. 1912-től duleini címzetes püspök.
1896-ban 10 ezer aranyon alapítványt tett a nyitraprónai diákok ösztöndíjára.

## Művei
- 1900 Nyitra múltja és a nyitravármegyei monográfia. Nyitra.
- 1902 Történeti mese Podmaniczky István nyitrai püspökről. Katholikus Szemle.
- 1911 A Szent-Ferenc-rendiek Nyitrán. Nyitra.

Mint a pesti növendékpapság magyar egyházirodalmának tagja a Munkálatokba dolgozott (1856-1858). Tanárként több cikket irt a Religióba névtelenűl. Politikai Lapokba egyházmegyéje intézeteinek és papságának érdekében cikkezett.